# An–32
Az An–32 (ukránul és oroszul: Ан–32, NATO-kódja: Cline) ukrán, korábban szovjet könnyű katonai szállító repülőgép. Eredetileg indiai igények alapján fejlesztették ki a forró éghajlati és magashegyi viszonyok közti üzemeltetésre. Az első olyan szovjet repülőgép volt, amelyet kifejezetten külföldi exportra fejlesztettek. Később polgári szállító és egyéb speciális változatai is megjelentek. Gyártása napjainkban is folyik Kijevben. Modernizált változata az An–132.

## Története
A repülőgépet indiai megrendelésre fejlesztették ki az Antonov tervezőirodánál. Az indiai fél olyan repülőgépet igényelt, amely meleg éghajlati viszonyok között és magashegyi térségben is megfelelő teljesítménnyel rendelkezik. Az indiai légierő az 1970-es évek elején írt ki pályázatot a már akkorra elavult amerikai C–119-es szállító gépek leváltására. pályázatán eredetileg az olasz Fiat G–222 és a kanadai DHC–5-ös gépek indultak, de egyik sem felelt meg. Ezt követően fordult az indiai fél az Antonov tervezőirodához, melynek egyes típusait már üzemeltették Indiában.  1975-ben írták alá a szerződést India és a Szovjetunió között a repülőgép kifejlesztésére és egyúttal a szovjet Repülőgépipari Minisztérium megbízta az Antonov tervezőirodát egy An–26-oson alapuló, de lényegesen nagyobb teljesítményű hajtóművel felszerelt szállító repülőgép kifejlesztésével. A megfelelő repülési paraméterek érdekében a gép hajtóművének az An–12-es és az Il–18-as gépeken is alkalmazott AI–20M légcsavaros gázturbinát választották, ami közel dupla akkora teljesítménnyel rendelkezett, mint az An–26-on alkalmazott AI–24-es légcsavaros gázturbina. Az első prototípus 1976 nyarára készült el.
A prototípussal az első felszállást 1976. július 9-én hajtották végre Kijevben, az Antonov gyári repülőterén. Az egy óra 15 perces első repülés során Volodimir Tkacsneko berepülőpilóta volt a gép parancsnoka. A repülési tesztek során kiderült, hogy az AI–20M hajtóművek teljesítménye elégtelen, ezért azokat lecserélték a kifejezetten az An–32-höz kialakított AI–20DM változatúra, a hajtóművekre pedig 4,7 m átmérőjű AV–68DM légcsavarokat szereltek. 1976. augusztus 6. és december 13. között Indiában folytatták a próbarepüléseket.
A következő évben, 1977-ben a gépet a nyilvánosság számára is bemutatták a Le Burget-i légiszalonon. 1980-ig folytak a géppel a repülési tesztek és közben elvégezték a szükséges módosításokat. 1982-ben elkészítettek egy háromdarabos előszériát. Ezek közül egy darabot a földi szilárdsági tesztekhez használták fel, egyik gépbe szovjet, egybe pedig indiai berendezéseket szereltek. 1983 elején lezajlottak az állami tesztek, majd nyáron elindult a gép sorozatgyártása. Az első sorozat gép 1983. június 29-én emelkedett először a levegőbe. 1984-től pedig elkezdődött a gépek szállítása India számára.
Sorozatgyártása az 1990-es évek közepén leállt, majd egy évtized múlva, 2005-ben újraindult a kijevi AVIANT repülőgépgyárban. Az új gyártási sorozat első gépe egy Líbiának készített An–32P tűzoltó változat volt. 2006 augusztusában Irak rendelt hat darabot a típusból. Ezeket 2011–2012-ben adták át a megrendelőnek.

## Típusváltozatok

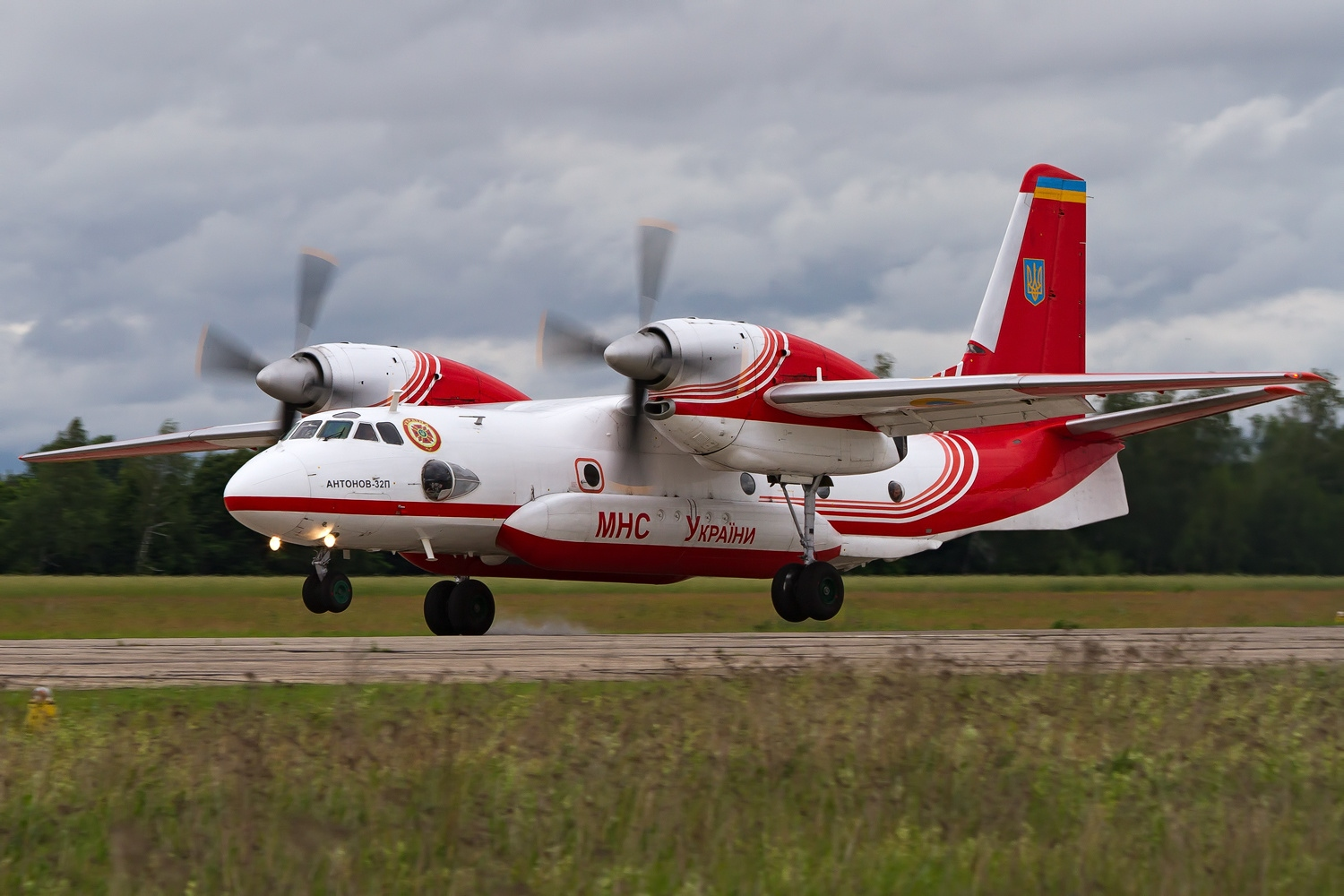
Az ukrán Rendkívüli Helyzetek Minisztériumának (MNSZ) An–32P tűzoltó repülőgépe

- An–32 – Az Indiai Légierő számára gyártott alapváltozat indiai fedélzeti elektronikai berendezésekkel felszerelve
- An–32A
- An–32B
- An–32B–100
- An–32B–110
- An–32B–200
- An–32V
- An–32D
- An–32P
- An–32RE
- An–132